# Hrnčići
Hrnčići (cyr. Хрнчићи) – wieś w Bośni i Hercegowinie, w Republice Serbskiej, w gminie Bratunac. W 2013 roku liczyła 646 mieszkańców.